# Мужская сборная Сербии и Черногории по баскетболу
Мужская сборная Сербии и Черногории по баскетболу представляла Союзную Республику Югославия (до 2003 года), а затем Сербию и Черногорию в международных турнирах и матчах по футболу. После чемпионата мира 2006 в Японии сборная перестала существовать. Её преемницей стала сборная Сербии и отдельно начала свою историю сборная Черногории.

## Достижения на чемпионатах мира
- с 1950 по 1990 — см. Югославия
- 1994 — не допущена в связи с Югославскими войнами (как Союзная Республика Югославия)
- 1998 — 1-е место (как Союзная Республика Югославия)
- 2002 — 1-е место (как Союзная Республика Югославия)
- 2006 — 11-е место (как Сербия и Черногория)

## Достижения на чемпионатах Европы
- с 1947 по 1991 — см. Югославия
- 1993 — не допущена в связи с Югославскими войнами (как Союзная Республика Югославия)
- 1995 — 1-е место (как Союзная Республика Югославия)
- 1997 — 1-е место (как Союзная Республика Югославия)
- 1999 — 3-е место (как Союзная Республика Югославия)
- 2001 — 1-е место (как Союзная Республика Югославия)
- 2003 — 6-е место (как Сербия и Черногория)
- 2005 — 9-е место (как Сербия и Черногория)

## Достижения на Олимпийских играх
- с 1960 по 1988 — см. Югославия
- 1992 — не допущена в связи с Югославскими войнами (как Союзная Республика Югославия)
- 1996 — 2-е место (как Союзная Республика Югославия)
- 2000 — 6-е место (как Союзная Республика Югославия)
- 2004 — 11-е место (как Сербия и Черногория)